# Рогинский сельсовет
Рогинский сельсовет (белор. Рагінскi сельсавет) — административная единица на территории Буда-Кошелёвского района Гомельской области Белоруссии. Административный центр — агрогородок Рогинь.

## История
Образован 20 августа 1924 года в составе Буда-Кошелевского района Бобруйского округа БССР. С 27 октября 1927 года в составе Гомельского округа. После упразднения окружной системы 26 июля 1930 года в Буда-Кошелевском районе БССР. С 20 февраля 1938 года в составе Гомельской области. 16 июля 1954 года к сельсовету присоединена территория упразднённого Заболотского сельсовета. 18 января 1965 года из части сельсовета (12 населённых пунктов: Борки, Веселый Курган, Веселый Пахарь, Долгий, Заболотье, Застенный, Кучинск, Никольск, Новое Заболотье, Новая Хорошевка, Восток и Хорошевка) вновь образован Заболотский сельсовет. В состав Рогинского сельсовета до 1929 года входил посёлок Культурный (в наше время не существует).

## Состав
Рогинский сельсовет включает 11 населённых пунктов:
- Александровка — деревня
- Антоновка — деревня
- Дербичи — деревня
- Коромка — деревня
- Курганье — деревня
- Лозов — деревня
- Мойсеевка — деревня
- Рогинь — агрогородок
- Рудня Лозовская — деревня
- Слободка — деревня
- Факел — деревня